# Tyra Caterina Grant
Tyra Caterina Grant (Roma, 12 marzo 2008) è una tennista italiana con cittadinanza statunitense.

## Biografia
Tyra Grant è nata a Roma e cresciuta a Vigevano, figlia del cestista newyorkese Tyrone Grant, trasferitosi in Italia per giocare a pallacanestro, e di Cinzia Giovinco, maestra di tennis, che l'ha avviata a questa disciplina e che è anche la sua manager. Ha doppia cittadinanza, italiana e statunitense. Si è allenata in un primo momento presso il Piatti Tennis Center di Bordighera, per poi trasferirsi a Orlando, in Florida, dove si è allenata con la United States Tennis Association. Ha un fratello minore, Tyson, anche lui giocatore di tennis.
Ha iniziato la sua carriera rappresentando gli Stati Uniti d'America, ma a partire dagli Internazionali d’Italia 2025 gioca sotto la bandiera italiana. La tennista ha raccontato che l'iniziale scelta di rappresentare gli Stati Uniti fu fatta per caso da tredicenne quando il padre andò ad iscriverla al primo torneo internazionale.

### Carriera junior
A livello giovanile è arrivata alla posizione numero 2 dell'ITF Junior ranking.
Nel dicembre 2022, Grant ha fatto coppia con Iva Jovic e hanno vinto il torneo di doppio all'Orange Bowl a Plantation, Florida.
Ha conquistato l'Open di Francia 2023 - Doppio ragazze all'età di quindici anni, insieme alla connazionale Clervie Ngounoue, avendo la meglio sulle prime teste di serie Alina Korneeva e Sara Saitō.
Il 1 gennaio 2024 ha raggiunto la posizione numero 12, suo miglior risultato,  nella classifica generale dell'ITF junior. Lo stesso mese, ha vinto gli Australian Open 2024 - Doppio ragazze insieme alla connazionale Iva Jovic. La coppia ha raggiunto la finale anche agli Open di Francia 2024 - Doppio ragazze, in questa occasione persa.
Grant e Jovic hanno vinto anche il Torneo di Wimbledon 2024 - Doppio ragazze.

### Carriera professionistica
Fa la sua prima apparizione nel tennis professionistico agli US Open 2024. Partecipa alle qualificazioni del singolare grazie ad una wildcard, dove viene sconfitta al primo turno dalla numero 3 del tabellone Hailey Baptiste racimolando appena tre giochi. Sempre grazie ad una wildcard, partecipa anche nel tabellone di doppio insieme alla compagna di successi nel circuito junior Iva Jovic; qui, vengono subito eliminate all'esordio dalle più quotate Anna Danilina e Irina Chromačëva spingendole però al terzo set. Il miglior risultato lo ottiene nel tabellone del doppio misto. Partecipando grazie ad un invito con il connazionale Aleksandar Kovacevic, eliminano ai primi due turni altre due coppie di wildcard ed approfittano del ritiro nei quarti di finale. Giunta alla sua prima semifinale major nel misto, vengono estromessi dalle teste di serie numero 3 Sara Errani e Andrea Vavassori in due set.

## Statistiche ITF

### Singolare

#### Vittorie (2)
| Torneo $100.000 (0) |
| Torneo $80.000 (0)  |
| Torneo $60.000 (0)  |
| Torneo $40.000 (1)  |
| Torneo $25.000 (0)  |
| Torneo $15.000 (1)  |

| N. | Data             | Torneo                                                   | Superficie  | Avversaria in finale | Punteggio     |
| 1. | 10 marzo 2024    | Antalya Series, Adalia                                   | Terra rossa | Anja Stanković       | 6–0, 6–4      |
| 2. | 30 novembre 2024 | ITF Women Val Gardena Südtirol Raiffeisen, Selva Gardena | Cemento (i) | Stacey Fung          | 3–6, 6–1, 7–5 |

#### Sconfitte (1)
| Torneo $100.000 (0) |
| Torneo $80.000 (0)  |
| Torneo $60.000 (0)  |
| Torneo $40.000 (1)  |
| Torneo $25.000 (0)  |
| Torneo $15.000 (0)  |

| N. | Data            | Torneo                      | Superficie  | Avversaria in finale | Punteggio        |
| 1. | 2 febbraio 2025 | Porto Women's Indoor, Porto | Cemento (i) | Justina Mikulskytė   | 7–6(2), 3–6, 2–6 |

### Doppio

#### Vittorie (2)
| Torneo $100.000 (0) |
| Torneo $80.000 (0)  |
| Torneo $60.000 (0)  |
| Torneo $40.000 (1)  |
| Torneo $25.000 (0)  |
| Torneo $15.000 (1)  |

| N. | Data            | Torneo                               | Superficie  | Compagna           | Avversarie in finale                | Punteggio |
| 1. | 9 marzo 2024    | Antalya Series, Adalia               | Terra rossa | Aurora Zantedeschi | Jelyzaveta Kotliar Antonina Suškova | 6–2, 6–2  |
| 2. | 2 novembre 2024 | Engie Open Nantes Atlantique, Nantes | Cemento (i) | Camilla Rosatello  | Diāna Marcinkēviča Sada Nahimana    | 6–2, 6–1  |

## Grand Slam Junior

### Doppio

#### Vittorie (3)
| Tornei del Grande Slam  |
| ----------------------- |
| Australian Open (1)     |
| Open di Francia (1)     |
| Torneo di Wimbledon (1) |
| US Open (0)             |

| N. | Data            | Torneo                      | Superficie  | Compagna         | Avversarie in finale         | Punteggio        |
| 1. | 11 giugno 2023  | Open di Francia, Parigi     | Terra rossa | Clervie Ngounoue | Alina Korneeva Sara Saitō    | 6–3, 6–2         |
| 2. | 27 gennaio 2024 | Australian Open, Melbourne  | Cemento     | Iva Jovic        | Julie Paštiková Julia Stusek | 6–4, 6–1         |
| 3. | 13 luglio 2024  | Torneo di Wimbledon, Londra | Erba        | Iva Jovic        | Mika Stojsavljevic Mingge Xu | 7–5, 4–6, [10–8] |

#### Sconfitte (1)
| Tornei del Grande Slam  |
| ----------------------- |
| Australian Open (0)     |
| Open di Francia (1)     |
| Torneo di Wimbledon (0) |
| US Open (0)             |

| N. | Data          | Torneo                  | Superficie  | Compagna  | Avversarie in finale               | Punteggio |
| 1. | 8 giugno 2024 | Open di Francia, Parigi | Terra rossa | Iva Jovic | Renáta Jamrichová Tereza Valentová | 4–6, 4–6  |